# Слоним, Моисей Ильич
Моисе́й Ильи́ч Сло́ним (1875—1945) — известный ташкентский врач, медик, преподаватель, один из основателей Ташкентского университета, доктор медицинских наук (1918), профессор (1935), член-корреспондент АН УзССР (1943).

## Биография
Моисей Ильич Слоним в 1893 году окончил с золотой медалью Ташкентскую гимназию. Летом 1893 года он поступил на медицинский факультет Казанского университета, который закончил в 1898 году.
После окончания университета М. И. Слоним вернулся в Ташкент и начал свою врачебную деятельность в должности уездного врача в Ташкентском уезде в кишлаке Барданкуль, в Кита-тюбинской и Джалол-тюбинской волостях. Здесь он успешно лечил больных, в том числе пациентов, страдающих малярией.
В 1890—1904 годах он работал ординатором Ташкентской городской больницы. Здесь ему приходилось выполнять обязанности терапевта, невропатолога, инфекциониста, педиатра, окулиста, стоматолога и хирурга, что значительно расширяло его профессиональный кругозор и помогало совершенствовать врачебное мастерство.
В 1905 году учился в сверхсрочной ординатуре в Санкт-Петербурге в военно-медицинской академии под руководством профессора Н. А. Вельяминова. В это же время М. И. Слоним писал докторскую диссертацию в институте экстремальной медицины в Санкт-Петербурге под руководством профессора Е. С. Лондона. 13 мая 1906 Слоним успешно защитил диссертацию под названием «К учению о тончайшем строении нормальной и нервной патологической клетки». После этого руководство академии направило Моисея Ильича в лучшие клиники Берлина, Вены и Парижа для дальнейшего совершенствования своих знаний. За границей Слоним стажировался до 1907 года.
Летом 1907 года М. И. Слоним, вернувшись в Ташкент, стал работать ординатором городской больницы Ташкента и приобретать широкую известность в качестве лучшего врача Туркестанского края.
М. И. Слоним всегда старался быть на самом переднем крае медицинской науки своего времени, так он активно помогал своему брату — Соломону Ильичу Слониму в приобретении и изучении использования рентгеновской аппаратуры в медицинских целях, приборов для физиотерапии.
В июле 1917 года М. И. Слоним был призван в армию и назначен сначала ординатором, а затем консультантом Ташкентского окружного военного госпиталя. С мая 1919 года он приказом Горздрава был переведён на должность консультанта терапевта во вновь организованную больницу, которая впоследствии стала базовой клиникой Медицинского факультета САГУ — больница ТашМИ.
После открытия в Ташкенте университета Моисей Ильич Слоним вместе с коллегами создавал медицинский факультет университета. В декабре 1920 года М. И. Слоним был избран доцентом и заведующим кафедрой пропедевтики терапевтической клиники. В 1921 году он получил звание профессора. Заведуя кафедрой, он немало сил потратил на улучшение материального обеспечения медицинского факультета, систематизацию программ и учебных планов медицинского факультета.
В 1922 году он был переведен на кафедру при факультетской терапевтической клинике, а с 1932 года стал работать при госпитальной терапевтической клинике. В 1921—1925 годах Слоним работал заместителем декана медицинского факультета, а в 1924—1926 годах был деканом медицинского факультета университета. В 1929—1930 годах М. И. Слоним был директором по учебной части ТашМИ.
В 1932 году М. И. Слоним был по совместительству назначен директором Среднеазиатского института усовершенствования врачей, а с 1938 по 1941 год был научным руководителем института, уйдя с этой должности по собственному желанию в связи с ухудшением состояния здоровья.
При создании Академии наук Узбекской ССР (1943) был избран член-корреспондентом (первый состав). 
Известно, что Моисей Ильич Слоним был дружен с другим выдающимся ташкентским врачом — хирургом В. Ф. Войно-Ясенецким.
Умер Моисей Ильич Слоним в 1945 году в Ташкенте. Похоронен на территории парка рядом с корпусами так называемого «Старого ТашМИ».

## Семья
- Дочь — Юдифь Моисеевна Слоним, советский астроном, доктор физико-математических наук, профессор, заведующая отделом физики Солнца Астрономического института АН УзССР.
- Сын — Евсей Моисеевич Слоним, архитектор, преподаватель архитектурного факультета Ташкентского педагогического института.
  - Внук — Андрей Евсеевич Слоним, режиссёр Государственного академического большого театра им. А. Навои, заслуженный работник культуры Узбекистана.
- Брат — Соломон Ильич Слоним (1879—1928), рентгенолог и физиотерапевт, доктор медицинских наук, профессор, основатель и первый директор Среднеазиатского института физических методов лечения им. Семашко.
- Брат — Лев Ильич Слоним (1883—1945), горный инженер, выпускник и впоследствии профессор Нефтяного института, автор учебника «Основы нефтепромысловой электротехники» (1946), монографии «Электрификация американской нефтяной промышленности» (1927); он и его жена Анна Григорьевна Слоним (в девичестве Тафт, 1887—1954) были близкими друзьями и корреспондентами писателя И. Э. Бабеля; их сын — скульптор Илья Львович Слоним[3].

## Память
Именем профессора М. И. Слонима была названа улица на северо-востоке города Ташкента. В 2011 году улица Слонима была переименована в улицу Асалобод.